# Tze'elim
Tze'elim (en hebreo: צֶאֱלִים‎) es un kibutz en el suroeste de Israel, en la zona noroeste del desierto del Néguev. Es dependiente del Concejo Regional Eshkol. En 2021 tenía una población de 470 habitantes. Una base militar de las Fuerzas de Defensa de Israel se encuentra en las cercanías.

## Historia
El kibutz fue fundado en enero de 1947 por gar'in procedentes de movimientos juveniles judíos de Europa Oriental y el norte de África, y recibió su nombre de las abundantes acacias de la zona, que se identificaron erróneamente con los árboles bíblicos de Tze'elim. Durante la guerra árabe-israelí de 1948, el kibutz se utilizó como base militar. Muchos de los hijos de Selvino (niños judíos rescatados del Holocausto) se asentaron en dicho espacio.

## Economía
En la actualidad, el kibutz se comercializa como destino turístico, con un balneario de aguas termales naturales y alojamiento. Otras actividades económicas son la agricultura y la ganadería.
En 2020 se inauguró en el kibutz una planta de energía solar de 120 MW, la mayor de Israel hasta la fecha.
La planta de producción de materiales de tecnología limpia fabricados a partir de basura sin clasificar de la empresa israelí UBQ Materials se encuentra en el kibutz.

## Transporte
Tze'elim está comunicado con el consejo regional mediante la línea de autobús 14, con Tel Aviv mediante la línea de autobús 376, con Ofakim mediante la línea de autobús 30 y con Beersheba mediante la línea de autobús 130. Las cuatro líneas de autobús están gestionadas por Dan BaDarom. Tze'elim está situada junto a la autopista 222, en el noroeste del Néguev.

## Centro de Entrenamiento de Guerra Urbana
En 2005, las Fuerzas de Defensa de Israel, con ayuda de Estados Unidos, construyeron el Centro de Entrenamiento de Guerra Urbana en la base militar de Tze'elim, con un coste de 45 millones de dólares. Apodado "Baladia" ("ciudad" en árabe), es un centro de entrenamiento de 7,4 millas cuadradas utilizado para instruir a los soldados en técnicas de guerra urbana, y consiste en una imitación de una ciudad al estilo de Oriente Medio con múltiples edificios de varios pisos. Se ha utilizado para entrenar a diversas organizaciones militares, entre ellas el ejército estadounidense y las Fuerzas de paz de las Naciones Unidas. El proyecto se desarrolló en respuesta a la necesidad de un mayor adiestramiento en guerra urbana entre las IDF, tras el conflicto de la Segunda Intifada.